# Zyla Kadriu
Zyla Kadriu (ur. 18 czerwca 2001 w Srbicy) – kosowska siatkarka, grająca na pozycji rozgrywającej, reprezentantka kraju. 
W wieku trzynastu lat dołączyła do seniorskiej drużyny KV Skenderaj. W lutym 2019 roku została ogłoszona najlepszą juniorką w Kosowie za rok 2018. Od sezonu 2019/2020 roku występuje w drużynie uniwersyteckiej Northwood University. 
Powoływana do reprezentacji Kosowa. Uczestniczyła m.in. w kwalifikacjach do mistrzostw Europy 2021. 